# Ниеми, Антти (футболист)
А́нтти Ние́ми (фин. Antti Mikko Niemi; 31 мая 1972, Оулу, Финляндия) — финский футбольный вратарь. В 2003 году был признан лучшим футболистом Финляндии. Был признан лучшим игроком «Копенгагена» и «Саутгемптона» по итогам сезонов 1996/97 и 2003/04 соответственно.

## Карьера
Антти Ниеми начал свою карьеру в 1991 году в футбольном клубе ХИК (Хельсинки). Проведя в нём пять сезонов, Ниеми перешёл в датский клуб «Копенгаген», затем — в шотландский «Рейнджерс», а в 1999 году — в «Харт оф Мидлотиан».
В 2002 году, после трёх сезонов в Эдинбурге, Ниеми перешёл в «Саутгемптон». В составе этой команды он играл в 2003 году в финале Кубка Англии против лондонского «Арсенала», саутгемптонцы проиграли со счётом 0:1; во время этого матча он получил травму, которая заставила его уйти из футбола на некоторое время. Только в январе 2006 года Ниеми заключил контракт с клубом «Фулхэм».
Ещё одну серьёзную травму Ниеми получил во время матча «Фулхэм» — «Уотфорд» 1 января 2007 года: мяч, перелетев через защитника Карлоса Боканегру, попал Антти Ниеми в голову. Спустя десять минут Ниеми был вынесен с поля на носилках. Поздно вечером он был выписан из больницы с повреждёнными связками и мышцами в области шеи. До 1 марта 2008 года Ниеми оставался основным вратарём «Фулхэма», затем, после очередной травмы, его сменил Кейси Келлер.
До 2005 года Ниеми был также основным вратарём Сборной Финляндии по футболу.
В сентябре 2008 года Ниеми объявил о прекращении своей спортивной карьеры в связи с многочисленными травмами, однако в августе 2009 года подписал годичный контракт с «Портсмутом».